# د لرنینگ کمپانی
د لرنینگ کمپانی (انگلیسی: The Learning Company) شرکت بازی ویدئویی آمریکایی است، که در سال ۱۹۹۹ تأسیس شد.